# Parc du Cinquantenaire
Parc du Cinquantenaire (nizozemsky Jubelpark) je jeden z nejznámějších bruselských parků. Nachází se ve východní části města, Etterbeek.
V roce 1880 byl při příležitosti oslav padesátého výročí belgické nezávislosti zřízen rozsáhlý výstavní areál, později použit pro Světovou výstavu v témže roce. V následujících dekádách byl přebudován do podoby parku.
Park má zhruba pětiúhelníkový tvar. Jeho osa prochází směrem východ-západ (v podzemí je vedena silniční komunikace i metro).
Hlavním objektem, který představuje dominantu celého areálu, je Palais du Cinquantenaire s vítězným obloukem. Po jeho obou stranách jsou rozmístěny výstavní haly a muzea (vojenské muzeum, muzeum letectví, historiografické muzeum). Mimo hlavní objekty se v parku nachází celá řada soch a dalších uměleckých objektů. V okrajových částech parku se nachází hlavní bruselská Velká mešita a chrám Temple des passions humaines.